# María Pilar de San Francisco de Borja
Jacoba Martínez García (Tarazona, 30 de diciembre de 1877-Guadalajara, 24 de julio de 1936), más conocida por su nombre religioso María Pilar de San Francisco de Borja, fue una monja carmelita descalza mártir durante la persecución religiosa en tiempos de la Guerra Civil de España. Es venerada como beata en la Iglesia católica.

## Biografía
Jacoba Martínez García nació en Tarazona, provincia de Zaragoza (España el 30 de diciembre de 1877. Sus padre fueron Gabino Martínez y Luisa García. Los años de su adolescencia los pasó en Torrellas y Corella, acompañando a su hermano sacerdote en la atención de los enfermos y en la educación de los jóvenes. Ingresó al Carmelo descalzo de Guadalajara en 1898 y profesó como religiosa el 15 de octubre de 1899, cambiando su nombre por María Pilar de San Francisco de Borja.
Cuando estalló la guerra civil, las monjas buscaron refugio en casas de familias amigas del monasterio. María Pilar se dirigía con dos compañeras, María Ángeles de San José y Teresa del Niño Jesús y San Juan de la Cruz, a una de estas casas y de camino, una miliciana reconoció a las religiosas e incitó a sus compañeros a disparar contra ellas. Era el 24 de julio de 1936.Por ello las tres son conocidas como las mártires y beatas de Guadalajara.

## Culto
Desde el mismo de día de su martirio, las religiosas y familias hicieron lo posible por conservar informaciones sobre el martirio de María Pilar y sus compañeras. Las veneraron como mártires de la fe, justo el mismo día en que el Carmelo celebra la memoria de las mártires de Compiègne.
María Pilar fue beatificada el 1 de marzo de 1987 por el papa Juan Pablo II, junto con sus dos compañeras Teresa y María Ángeles, siendo las primeras beatas de los numerosos mártires que murieron por su fe en la Guerra Civil de España del siglo XX. En la ceremonia, el papa resaltó el ofrecimiento de la vida de las carmelitas mártires como un modelo de una «llamada a la heroicidad constante en la vida cristiana, como testimonio valiente de una fe, sin contemporizaciones pusilánimes, ni relativismos equívocos».
Las reliquias de María Pilar y compañeras se veneran en la iglesia del convento de San José de las carmelitas descalzas de Guadalajara, en un altar frente al coro bajo del monasterio. Su fiesta se celebra el 6 de noviembre y su memoria es recordada en el martirologio romano el 24 de julio, día de su martirio.Por eso se les reconoce como las beatas mártires de Guadalajara.